# Dom Mintoff
Dom Mintoff (født Dominic Mintoff (maltesisk: Duminku Mintoff); født 6. august 1916 i Bormla, Malta, død 20. august 2012) var en maltesisk premierminister fra 1955 til 1958, og af det uafhængige Malta fra 1971 til 1984. Han blev gift med Moyra de Vere Bentinck i 1947, parret mødtes mens han studerede i Oxford, de har to døtre Anne og Yana.